# Somnofilia
Somnofilia (łac. somnus – sen, gr. φιλία, filia – miłość), zespół śpiącej księżniczki – forma parafilii polegająca na przeżywaniu satysfakcjonujących stosunków płciowych jedynie podczas snu. Częściej występuje u kobiet. Termin może się także odnosić do uprawiania seksu ze śpiącym partnerem albo ocierania się o ciało śpiącego partnera.